# Вулиця Василя Юрчака (Тернопіль)
Вулиця Василя Юрчака — вулиця в мікрорайоні «Оболоня» міста Тернополя. Названа на честь українського драматичного актора Василя Юрчака.

## Відомості
Розпочинається від вулиці Оболоня, пролягає на південь, перетинаючись з вулицею Тихою, де і закінчується. На вулиці розташовані один багатоквартирний та декілька приватних будинків.

## Транспорт
Рух вулицею — двосторонній, дорожнє покриття — асфальт. Громадський транспорт по вулиці не курсує, найближчі зупинки знаходяться на вулицях Оболоня та Митрополита Шептицького.